# Llista d'espècies de trocantèrids
Aquesta és la llista d'espècies de trocantèrids, una família d'aranyes araneomorfes descrita per F. Karsch el 1879. Conté la informació recollida fins al 28 d'octubre de 2006 i hi ha citats 18 gèneres i 149 espècies; d'elles, 26 pertanyen al gènere Desognaphosa. La seva distribució es concentra en una gran part d'Oceania, Sud-est d'Àfrica, i algunes zones d'Àsia i Sud-amèrica.

## Gèneres i espècies

### Boolathana
Boolathana Platnick, 2002
- Boolathana mainae Platnick, 2002 (Oest d'Austràlia)
- Boolathana spiralis Platnick, 2002 (Oest d'Austràlia)

### Desognaphosa
Desognaphosa Platnick, 2002
- Desognaphosa bartle Platnick, 2002 (Queensland)
- Desognaphosa bellenden Platnick, 2002 (Queensland)
- Desognaphosa boolbun Platnick, 2002 (Queensland)
- Desognaphosa bulburin Platnick, 2002 (Queensland)
- Desognaphosa carbine Platnick, 2002 (Queensland)
- Desognaphosa dryander Platnick, 2002 (Queensland)
- Desognaphosa eungella Platnick, 2002 (Queensland)
- Desognaphosa finnigan Platnick, 2002 (Queensland)
- Desognaphosa funnel Platnick, 2002 (Queensland)
- Desognaphosa goonaneman Platnick, 2002 (Queensland)
- Desognaphosa halcyon Platnick, 2002 (Queensland)
- Desognaphosa homerule Platnick, 2002 (Queensland)
- Desognaphosa karnak Platnick, 2002 (Queensland)
- Desognaphosa kirrama Platnick, 2002 (Queensland)
- Desognaphosa kroombit Platnick, 2002 (Queensland)
- Desognaphosa kuranda Platnick, 2002 (Queensland)
- Desognaphosa malbon Platnick, 2002 (Queensland)
- Desognaphosa massey Platnick, 2002 (Queensland)
- Desognaphosa millaa Platnick, 2002 (Queensland)
- Desognaphosa pershouse Platnick, 2002 (Queensland)
- Desognaphosa solomoni Platnick, 2002 (Solomon Islands)
- Desognaphosa spurgeon Platnick, 2002 (Queensland)
- Desognaphosa tribulation Platnick, 2002 (Queensland)
- Desognaphosa tyson Platnick, 2002 (Queensland)
- Desognaphosa windsor Platnick, 2002 (Queensland)
- Desognaphosa yabbra Platnick, 2002 (Queensland, Nova Gal·les del Sud)

### Doliomalus
Doliomalus Simon, 1897
- Doliomalus cimicoides (Nicolet, 1849) (Xile)

### Fissarena
Fissarena Henschel, Davies & Dickman, 1995
- Fissarena arcoona Platnick, 2002 (Sud d'Austràlia)
- Fissarena barlee Platnick, 2002 (Oest d'Austràlia)
- Fissarena barrow Platnick, 2002 (Oest d'Austràlia)
- Fissarena castanea (Simon, 1908) (Oest d'Austràlia, Queensland)
- Fissarena cuny Platnick, 2002 (Sud d'Austràlia)
- Fissarena ethabuka Henschel, Davies & Dickman, 1995 (Queensland)
- Fissarena laverton Platnick, 2002 (Oest d'Austràlia, Sud d'Austràlia)
- Fissarena longipes (Hogg, 1896) (Territori del Nord)
- Fissarena woodleigh Platnick, 2002 (Oest d'Austràlia)

### Hemicloeina
Hemicloeina Simon, 1893
- Hemicloeina bluff Platnick, 2002 (Oest d'Austràlia, Sud d'Austràlia)
- Hemicloeina bulolo Platnick, 2002 (Nova Guinea)
- Hemicloeina gayndah Platnick, 2002 (Queensland)
- Hemicloeina humptydoo Platnick, 2002 (Territori del Nord)
- Hemicloeina julatten Platnick, 2002 (Queensland)
- Hemicloeina kapalga Platnick, 2002 (Territori del Nord)
- Hemicloeina somersetensis (Thorell, 1881) (Territori del Nord, Queensland)
- Hemicloeina spec Platnick, 2002 (Queensland)
- Hemicloeina wyndham Platnick, 2002 (Oest d'Austràlia)

### Longrita
Longrita Platnick, 2002
- Longrita arcoona Platnick, 2002 (Sud d'Austràlia)
- Longrita findal Platnick, 2002 (Oest d'Austràlia)
- Longrita grasspatch Platnick, 2002 (Oest d'Austràlia)
- Longrita insidiosa (Simon, 1908) (Oest d'Austràlia, Sud d'Austràlia)
- Longrita millewa Platnick, 2002 (Meridional Austràlia)
- Longrita nathan Platnick, 2002 (Queensland)
- Longrita rastellata Platnick, 2002 (Oest d'Austràlia, Queensland)
- Longrita whaleback Platnick, 2002 (Oest d'Austràlia, Sud d'Austràlia)
- Longrita yuinmery Platnick, 2002 (Oest d'Austràlia)
- Longrita zuytdorp Platnick, 2002 (Oest d'Austràlia)

### Morebilus
Morebilus Platnick, 2002
- Morebilus blackdown Platnick, 2002 (Queensland)
- Morebilus coolah Platnick, 2002 (Nova Gal·les del Sud)
- Morebilus diversus (L. Koch, 1875) (northern Austràlia)
- Morebilus fitton Platnick, 2002 (Sud d'Austràlia)
- Morebilus flinders Platnick, 2002 (Sud d'Austràlia, Victòria)
- Morebilus fumosus (L. Koch, 1876) (Queensland)
- Morebilus gammon Platnick, 2002 (Sud d'Austràlia)
- Morebilus gramps Platnick, 2002 (Victòria)
- Morebilus graytown Platnick, 2002 (Sud d'Austràlia, Victòria)
- Morebilus nipping Platnick, 2002 (Queensland)
- Morebilus plagusius (Walckenaer, 1837) (Nova Gal·les del Sud, Victòria)
- Morebilus swarbrecki (Dunn & Dunn, 1946) (Victòria)
- Morebilus tambo Platnick, 2002 (Queensland)

### Olin
Olin Deeleman-Reinhold, 2001
- Olin platnicki Deeleman-Reinhold, 2001 (Sulawesi, Christmas Island)

### Plator
Plator Simon, 1880
- Plator bowo Zhu i cols., 2006 (Xina)
- Plator himalayaensis Tikader & Gajbe, 1976 (Índia)
- Plator indicus Simon, 1897 (Índia)
- Plator insolens Simon, 1880 (Xina)
- Plator kashmirensis Tikader & Gajbe, 1973 (Índia)
- Plator nipponicus (Kishida, 1914) (Xina, Corea, Japó)
- Plator pandeae Tikader, 1969 (Índia, Xina)
- Plator pennatus Platnick, 1976 (Xina)
- Plator sinicus Zhu & Wang, 1963 (Xina)
- Plator solanensis Tikader & Gajbe, 1976 (Índia)
- Plator yunlong Zhu i cols., 2006 (Xina)

### Platorish
Platorish Platnick, 2002
- Platorish churchillae Platnick, 2002 (Queensland)
- Platorish flavitarsis (L. Koch, 1875) (Nova Gal·les del Sud, Victòria)
- Platorish gelorup Platnick, 2002 (Meridional Austràlia)
- Platorish jimna Platnick, 2002 (Queensland, Nova Gal·les del Sud)
- Platorish nebo Platnick, 2002 (Queensland)

### Platyoides
Platyoides O. P.-Cambridge, 1890
- Platyoides alpha Lawrence, 1928 (Angola, Namíbia, Sud-àfrica)
- Platyoides costeri Tucker, 1923 (Sud-àfrica)
- Platyoides fitzsimonsi Lawrence, 1938 (Namíbia)
- Platyoides grandidieri Simon, 1903 (Kenya, Madagascar, Aldabra, Réunion)
- Platyoides leppanae Pocock, 1902 (Mozambique, Sud-àfrica)
- Platyoides mailaka Platnick, 1985 (Madagascar)
- Platyoides pictus Pocock, 1902 (Sud-àfrica)
- Platyoides pirie Platnick, 1985 (Sud-àfrica)
- Platyoides pusillus Pocock, 1898 (Tanzània, Zimbabwe, Sud-àfrica)
- Platyoides quinquedentatus Purcell, 1907 (Sud-àfrica)
- Platyoides rossi Platnick, 1985 (Sud-àfrica)
- Platyoides velonus Platnick, 1985 (Madagascar)
- Platyoides venturus Platnick, 1985 (Illes Canàries)
- Platyoides walteri (Karsch, 1886) (Est, Àfrica Meridional, introduïda a Austràlia)

### Pyrnus
Pyrnus Simon, 1880
- Pyrnus aoupinie Platnick, 2002 (Nova Caledònia)
- Pyrnus baehri Platnick, 2002 (Territori del Nord)
- Pyrnus fulvus (L. Koch, 1875) (Meridional Austràlia)
- Pyrnus insularis Platnick, 2002 (Lord Howe Island)
- Pyrnus magnet Platnick, 2002 (Oest d'Austràlia, Sud d'Austràlia, Queensland)
- Pyrnus numeus Platnick, 2002 (Nova Caledònia)
- Pyrnus obscurus (Berland, 1924) (Nova Caledònia)
- Pyrnus pins Platnick, 2002 (Nova Caledònia)
- Pyrnus planus (L. Koch, 1875) (Queensland, Nova Gal·les del Sud, Victòria)

### Rebilus
Rebilus Simon, 1880
- Rebilus bilpin Platnick, 2002 (Nova Gal·les del Sud)
- Rebilus binnaburra Platnick, 2002 (Queensland, Nova Gal·les del Sud)
- Rebilus brooklana Platnick, 2002 (Nova Gal·les del Sud)
- Rebilus bulburin Platnick, 2002 (Queensland)
- Rebilus bunya Platnick, 2002 (Queensland)
- Rebilus crediton Platnick, 2002 (Queensland)
- Rebilus glorious Platnick, 2002 (Queensland)
- Rebilus grayi Platnick, 2002 (Nova Gal·les del Sud, Victòria)
- Rebilus griswoldi Platnick, 2002 (Nova Gal·les del Sud)
- Rebilus kaputar Platnick, 2002 (Nova Gal·les del Sud)
- Rebilus lamington Platnick, 2002 (Queensland, Nova Gal·les del Sud)
- Rebilus lugubris (L. Koch, 1875) (Queensland)
- Rebilus maleny Platnick, 2002 (Queensland)
- Rebilus monteithi Platnick, 2002 (Nova Gal·les del Sud)
- Rebilus morton Platnick, 2002 (Nova Gal·les del Sud)
- Rebilus tribulation Platnick, 2002 (Queensland)
- Rebilus wisharti Platnick, 2002 (Nova Gal·les del Sud)

### Tinytrema
Tinytrema Platnick, 2002
- Tinytrema bondi Platnick, 2002 (Nova Gal·les del Sud, Victòria, Tasmània)
- Tinytrema kangaroo Platnick, 2002 (Victòria)
- Tinytrema sandy Platnick, 2002 (Meridional Austràlia)
- Tinytrema wombat Platnick, 2002 (Nova Gal·les del Sud, Territori de la Capital Austràliana)
- Tinytrema yarra Platnick, 2002 (Oest d'Austràlia)

### Trachycosmus
Trachycosmus Simon, 1893
- Trachycosmus allyn Platnick, 2002 (Queensland, Nova Gal·les del Sud)
- Trachycosmus cockatoo Platnick, 2002 (Victòria)
- Trachycosmus sculptilis Simon, 1893 (Austràlia)
- Trachycosmus turramurra Platnick, 2002 (Nova Gal·les del Sud, Victòria)

### Trachyspina
Trachyspina Platnick, 2002
- Trachyspina capensis Platnick, 2002 (Oest d'Austràlia)
- Trachyspina chillimookoo Platnick, 2002 (Sud d'Austràlia)
- Trachyspina daunton Platnick, 2002 (Queensland)
- Trachyspina goongarrie Platnick, 2002 (Oest d'Austràlia)
- Trachyspina illamurta Platnick, 2002 (Territori del Nord)
- Trachyspina madura Platnick, 2002 (Oest d'Austràlia)
- Trachyspina mundaring Platnick, 2002 (Oest d'Austràlia)
- Trachyspina olary Platnick, 2002 (Sud d'Austràlia)

### Trachytrema
Trachytrema Simon, 1909
- Trachytrema castaneum Simon, 1909 (Oest d'Austràlia)
- Trachytrema garnet Platnick, 2002 (Queensland, Nova Gal·les del Sud)

### Trochanteria
Trochanteria Karsch, 1878
- Trochanteria gomezi Canals, 1933 (Argentina, Paraguai)
- Trochanteria ranuncula Karsch, 1878 (Brasil)
- Trochanteria rugosa Mello-Leitão, 1938 (Argentina)